# مونيه تشيبا
مونيه تشيبا (اليابانية: 千葉 百音، من مواليد 1 مايو 2005) هي لاعبة تزلج فني يابانية. وهي بطلة القارات الأربع لعام 2024، وحاصلة على الميدالية البرونزية في القارات الأربع لعام 2023، وحاصلة على الميدالية الفضية الوطنية اليابانية لعام 2024. تتنافس على مستوى الناشئين، وهي حائزة على الميدالية الفضية في بطولة بولندا الأولى للناشئين لعام 2022، وحاصلة على ميداليتين يابانيتين للناشئين وبطلة كأس التحدي للناشئين مرتين.

## روابط خارجية
- مونيه تشيبا في الاتحاد الدولي للتزلج